# Zberoż
Zberoż – wieś w Polsce położona w województwie mazowieckim, w powiecie przasnyskim, w gminie Czernice Borowe. Ma status sołęctwa. Przez wieś przepływa rzeka Węgierka, dopływ Orzyca.
Wierni Kościoła rzymskokatolickiego należą do parafii św. Jana Chrzciciela w Węgrze.
W latach 1975–1998 miejscowość administracyjnie należała do województwa ciechanowskiego.